# Лаборанте (кардинал)
Лаборанте (Laborante, Laborans) — католический церковный деятель XII века. Учился в Парижском университете, получил степень магистра, перебрался в Германию для продолжения обучения. Современниками считался отличным юристом. На консистории 1171 года был провозглашен кардиналом-дьяконом с титулом церкви Санта-Марии-ин-Портико-Октавиа. В 1179 году стал кардиналом-священником с титулом церкви Санта-Мария-ин-Трастевере. Участвовал в выборах папы 1181 (Луций III), 1185 (Урбан III), 1187 (Григорий VIII) и 1187 (Климент III) годов. Был доверенным советником короля Вильгельма I Злого. Был автором нескольких трудов в философии и теологии, в частности Compilatio decretorum, над которым он работал более 20 лет.